# Ioana Doagă
Ioana Raluca Doagă (n. 5 aprilie 1992, Pitești, România) este o fostă atletă română, specializată în probele de semifond.

## Carieră
Piteșteanca și-a făcut debutul internațional în 2008 la Bydgoszcz, ocupând locul 11 la Campionatul Mondial de Juniori la 1500 m. În 2009, în cadrul Campionatului Mondial de Juniori, a ocupat locul șapte. La Festivalul Olimpic al Tineretului European din același an a câștigat medalia de aur la 800 de metri și argintul la 1500 de metri. La ediția din 2010 s-a clasat pe locul cinci și la Campionatul European de Cros de la Albufeira a obținut medalia de bronz cu echipa României de junioare (Ioana Doagă, Mirela Lavric, Anca Maria Bunea, Dana Loghin).
În anul 2011 sportiva a participat pentru prima dată la Campionatul European în sală de seniori. La Paris s-a clasat pe locul 14, stabilind un nou record național pentru junioare cu timpul de 4:12,26. În vară a obținut medalia de bronz la Campionatul European de Tineret de la Tallinn și la Campionatul European de Cros de Juniori, la Velenje, a cucerit medalia de argint în urma englezoaicei Emelia Gorecka. În 2012 a participat la Campionatul Mondial în sală și la Campionatul European. A fost inclusă și în lotul olimpic dar a ratat baremul pentru Jocurile Olimpice de la Londra cu câteva sutimi.
Atleta a mai participat la Campionatul Mondial din 2013 de la Moscova dar a trebuit să se retragă în 2016 din cauza problemelor medicale.

## Realizări
| An   | Competiție                                       | Locație               | Loc | Eveniment | Note    |
| ---- | ------------------------------------------------ | --------------------- | --- | --------- | ------- |
| 2008 | Campionatul Mondial de Juniori (sub 20)          | Bydgoszcz, Polonia    | 11  | 1500 m    | 4:28,21 |
| 2009 | Campionatul Mondial de Juniori (sub 18)          | Bressanone, Italia    | 17  | 800 m     | 2:10,51 |
| 2009 | Campionatul Mondial de Juniori (sub 18)          | Bressanone, Italia    | 7   | 1500 m    | 4:23,65 |
| 2009 | Festivalul Olimpic al Tineretului European       | Tampere, Finlanda     | 1   | 800 m     | 2:09,56 |
| 2009 | Festivalul Olimpic al Tineretului European       | Tampere, Finlanda     | 2   | 1500 m    | 4:18,44 |
| 2010 | Campionatul Mondial de Juniori (sub 20)          | Moncton, Canada       | 5   | 1500 m    | 4:14,27 |
| 2010 | Campionatul European de Cros de Juniori (sub 20) | Albufeira, Portugalia | 8   | 3,97 km   | 13:18   |
| 2010 | Campionatul European de Cros de Juniori (sub 20) | Albufeira, Portugalia | 3   | echipe    | 13:18   |
| 2011 | Campionatul European în sală                     | Paris, Franța         | 14  | 1500 m    | 4:12,26 |
| 2011 | Campionatul European de Juniori (sub 20)         | Tallinn, Estonia      | 3   | 1500 m    | 4:20,73 |
| 2011 | Campionatul European de Juniori (sub 20)         | Tallinn, Estonia      | –   | 4x400 m   | DS      |
| 2011 | Campionatul European de Cros de Juniori (sub 20) | Velenje, Slovenia     | 2   | 4 km      | 13:14   |
| 2011 | Campionatul European de Cros de Juniori (sub 20) | Velenje, Slovenia     | 4   | echipe    | 13:14   |
| 2012 | Campionatul Mondial în sală                      | Istanbul, Turcia      | 11  | 1500 m    | 4:17,50 |
| 2012 | Campionatul European                             | Helsinki, Finlanda    | 12  | 1500 m    | 4:13,73 |
| 2012 | Campionatul European de Cros de Tineret (sub 23) | Szentendre, Ungaria   | 24  | 6,025 km  | 22:00   |
| 2013 | Campionatul European de Tineret (sub 23)         | Tampere, Finlanda     | 4   | 1500 m    | 4:08,80 |
| 2013 | Campionatul Mondial                              | Moscova, Rusia        | 26  | 1500 m    | 4:09,78 |

## Recorduri personale
| Probă          | Performanță | Dată              | Locație   |
| -------------- | ----------- | ----------------- | --------- |
| 800 m          | 2:03,72     | 6 iulie 2012      | București |
| 1500 m         | 4:08,80     | 14 iulie 2013     | Tampere   |
| 800 m în sală  | 2:05,05     | 4 februarie 2012  | București |
| 1500 m în sală | 4:10,84     | 18 februarie 2012 | Istanbul  |

## Legături externe
Materiale media legate de Ioana Doagă la Wikimedia Commons
- Ioana Doagă la Comitetul Olimpic și Sportiv Român (arhivat)
- en Ioana Doagă la World Athletics
- en  Ioana Doagă la athleticspodium.com